# The 702 EP
Albums de Dizzy Wright
Wisdom and Good Vibes
(2016) Blaze With Us
(2016)
Singles
1. East Side
Sortie : 6 juin 2016
2. What's in my Pot (featuring Reezy & Easy Redd)
Sortie : 24 juin 2016

The 702 EP est un EP du rappeur américain Dizzy Wright sorti le 2 juillet 2016,.

## Liste des pistes
| No | Titre                                             | Producteur(s)         | Durée |
| -- | ------------------------------------------------- | --------------------- | ----- |
| 1. | Play My Role                                      | MLB                   | 3:53  |
| 2. | East Side                                         | Louie Haze            | 2:20  |
| 3. | Got the Time                                      | LarryMakingAllTheHits | 3:47  |
| 4. | What's in my Pot (featuring Reezy & Easy Redd)    | FreezeOnTheBeat       | 3:18  |
| 5. | I Can't Make This Up                              | Alex Lustig           | 3:03  |
| 6. | Warning                                           | Alex Lustig           | 2:22  |
| 7. | Why You Do Me Like That (featuring Skate Maloley) | Alex Lustig           | 2:46  |
| 8. | Doin' Somethin'                                   | FreezeOnTheBeat       | 2:59  |